# Anticomunism

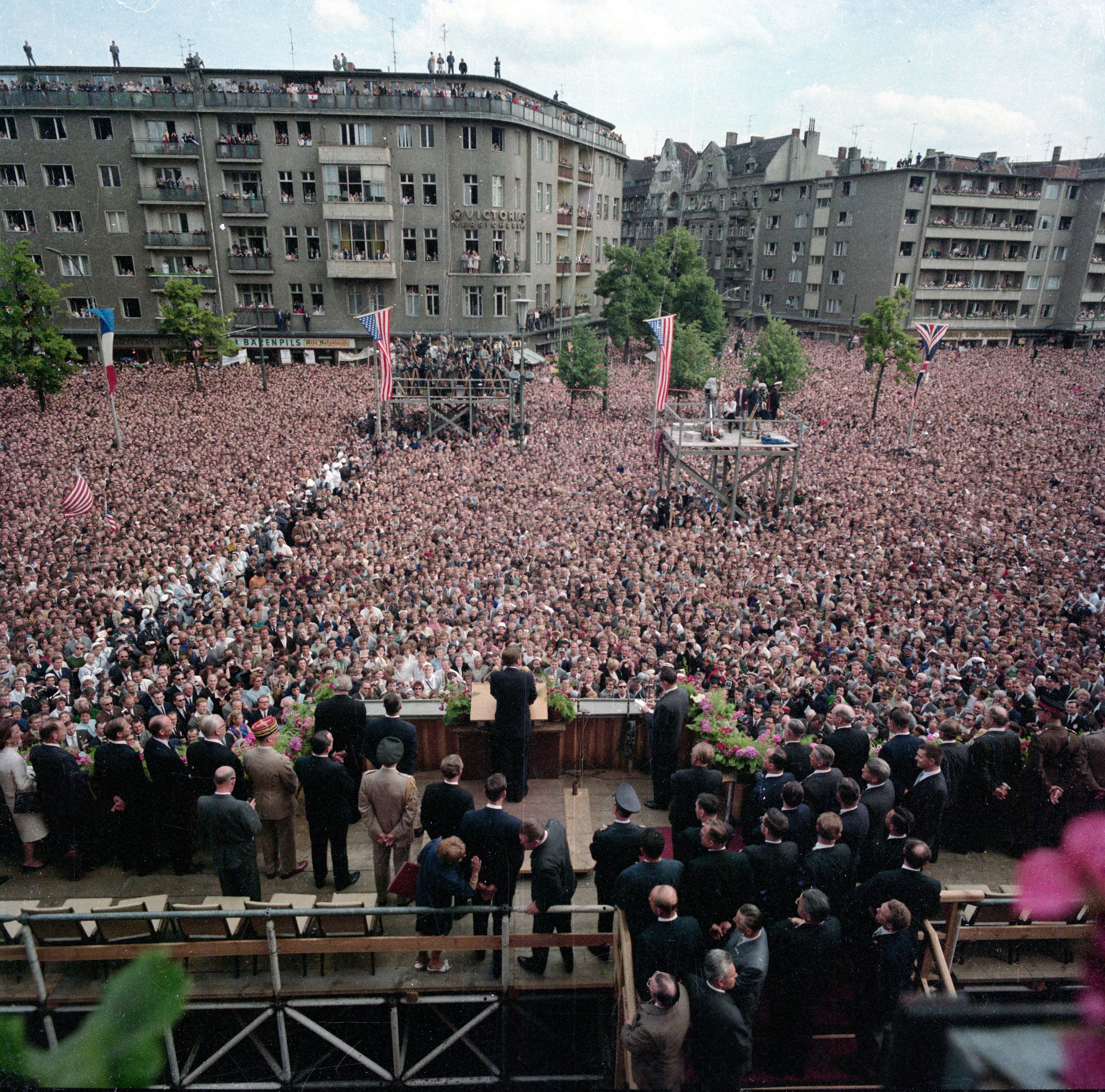
Discursul anticomunist al președintelui american John F. Kennedy, la care s-au adunat peste 300.000 de oameni în Berlinul de Vest (26 iunie 1963), unde a rostit cuvintele celebre „Ich bin ein Berliner“).

Anticomunismul este o ideologie a opoziției față de organizațiile, guvernele și ideologiile comuniste. Deseori, anticomunismul se opune și altor politici și ideologii care amenință, într-o oarecare măsură, proprietatea privată sau care promovează radicalismul de stânga (de exemplu: socialismul sau sindicalismul). 
Deși termenul comunism are o lungă istorie, anti-comunismul modern este îndreptat în primul rând împotriva politicilor adepților marxism-leninismului. Termenul a căpătat o utilizare globală în timpul Războiului Rece, când puterile occidentale au început să-și coordoneze opoziția față de politica expansionistă a Uniunii Sovietice. Între 1950 și 1991, anticomunismul a fost una dintre componentele majore ale Războiului Rece, iar liderii SUA au pretins că anticomunismul se confundă cu politica lor de îngrădire a comunismului. 

## Ideologii anticomuniste
- Conservatorismul
- Liberalismul
- Neoconservatorismul, ideologie și mișcare a „revoluției capitaliste” din anii 1980. Adepții considerau regimurile partidelor comuniste ca inamic principal. Administrația lui Ronald Reagan a promovat o politică drastică împotriva URSS și aliaților săi, au fost lansate acțiuni de propagandă masivă anticomuniste, a încheiat alianțe cu Islamul politic și cu forțe ultra-radicale („Doctrina lui Reagan”).

Primele informații despre program, numit mai târziu „Doctrina lui Reagan”, au fost subliniate în februarie 1985, în declarațiile președintelui Congresului SUA „despre situația din țară”:
„Nu trebuie să pierdem credința celor care riscă viața de pe toate continentele de la Afganistan până la Nicaragua, provocând agresiunea sovietică și asigurând păstrarea libertăților noastre de la naștere. Sprijinirea luptătorilor pentru libertate este autoapărare.”
Anticomunismul neo-conservator se distinge prin energia sa specială și duritatea opoziției. Printre persoane proeminente a ideologiei neo-conservatiste au fost: Ronald Reagan, Margaret Thatcher, Franz Josef Strauss, Yasuhiro Nakasone, Amintore Fanfani, Brian Mulroney, Malcolm Freiser și Robert Muldoon.
- Naționalismul

- Fascismul și național-socialismul

- Falanga Spaniolă

## Video
- Nouă comentarii despre Partidul Comunist[nefuncțională]
 (engleză)
- Anticomunism(espanol)
- Denuncia de los genocidios comunistas (espanol)